# Nesquik
Несквик је бренд производа компаније Нестле. У 1948. години компанија "Нестле" је покренула мешавину са укусом чоколадног млека које се зове Нестле Квик. Пуштен је у производњу  у Европи 1950-их година, као Несквик.
Од 1999. године бренд је познат као Несквик широм света. Данас Несквик име се појављује на широк асортиман производа, укључујући и пахуљице, прах мешавина за млеко са укусом, сирупи, спреман да пиће чоколадице, чоколадне фонтане, топла чоколада, и још много тога.

## Историја
Несквик је започео као мешавина у праху са укусом чоколаде у САД 1948. године, као Нестле Квик. У педесетим годинама, покренут је у Европи као Несквик. У земљама са називом Квик (укључујући САД, Канаду, Мексико и Аустралију, где је првобитно био назван Нестле Квик), име је промијењено у светски бренд Несквик 1999. године. Исте године, Цереал Партнерс представио је Несквик Житарице, житарица за доручак која "претвара млеко у чоколадно млеко", која је слична Коко Попс-у. Производи од Несквик сирупа уведени су 1981. године. Производи за припрему су били уведени 1984. Године.
Дана 8. новембра 2012. године, Нестле САД је издао добровољно повлачење ограничених количина Несквик чоколадног праха направљеног и продатог у Сједињеним Америчким Државама. Лименке које су биле повучене су оне од 300гр, 600гр и 1150гр. Ово повлачење утицало је само на разноликост чоколаде; није утицало ма друге сорте мешавине или на било који Несквик производ. Ово је био први позати проблем са којим се сусрела компанија Несквик
Ове лименке су повучене са тржишта након што је Нестле преко снабдевача Омиа Инк. обавештен да је издала опозив својих одређених производа, калцијум карбоната за контаминацију салмонеле.
Зогађена мешавина Несквик чоколаде произведена је почетком октобра 2012. године. Сви захваћени производи имају датум истека најбоље пре октобра 2014. Године.
Нестле је објавио изјаву о инциденту у којој се наводи: Извињавамо се нашем потрошачу и искрено нам је жао за овај инцидент.
Званична Фејсбук страница Несквик САД, 1. априла 2013. године, објавила је фотографију на својој страници, која приказује укус Несквика који је спреман за пиће са укусом броколија. Многи су поверовали да је то истинито. Међутим, ако се мало ближе погледа на фотографију, у доњем левом углу налазило се обавештење да то није прави Нестле производ. Несквик САД је објавио касније истог дана да је то била првоаприлска шала.
У јануару 2017. године, научници Нестле хране су представили стратегију да преформулишу своју мешавину пића како би уклонили више од половине садржаја шећера, наводећи потрошачку реакцију на заслађене мешавине и напитке.

## Производи

### Мешавине
- Чоколадни Несквик прах је уведен 1948. године.
- Несквик Прах са укусом банане је уведен 1954.
- Несквик Прах са укусом јагоде је уведен пре 1960. године.
- Несквик Прах са укусом ваниле је представљен 1979. године, али је производња обустављена 2006. године из непознатих разлога.
- Додатни прах укуси су уведени, али су обустављени: Вишња (1989 – 1995), Манго (1991—2000), Крем (1997), Трипл чоколада (2002 – 2006), Мед (2001 – 2006), Крем Сода (продаван у Јужној Африци, све донедавно), Карамела,[3] Кекс и Крем.

#### Састојци
Састојци за "класичне" чоколаде у праху су:
- шећер
- какао у праху
- соја лецитин
- карагенан
- со
- природни укуси
- зачини
- витамини и минерали:
  - натријум аскорбат (витамин Ц)
  - пирофосфат  (гвожђе)
  - ниацинамид
  - цинк оксид
  - тиамин хидрохлорид
  - бакар глуконат
  - манган сулфат
  - биотин

### Сирупи
Несквик чоколадни сируп уведен је 1981. године. Јагода је уведена 1989. године. Такође су произведени мешани укуси попут: јагода банана и чоколадни карамел.

### Спреман За употребу
Не укључујући хладни Несквик, који је направљен од стране Сапуто Даири.
- Нестле је представио Несквик спреман за пиће (Квик у то време) чоколадно млеко 1983. Јагода 1987. године, додата је и Банана 1990. године. Ванила и дупла чоколада су такође биле доступне..
- Немасни Несквик млечна чоколада је представљеа у 1998. години.
- Милкшејк Несквик долазе у укусима  чоколада и јагода. Чоколадни карамел уведен је 2007. године.
- "Нестле" је представио Несквик "Магичне" сламке у 2008. години

Производња производа Несквик спреман за пиће  завршена је 2009. године у великој Британији.

#### Састојци
Састојци чоколадног млека спремни за пиће су:
- Додатно је смањено масно млеко са палмитатом витамина А и витамином Д3
- Високо-фруктозни Кукурузни Сируп
- Мање од 2%:
  - какао у праху
  - Немасно млеко
  - Шећер
  - Калцијум Карбонат
  - Природни и вештачки укуси
  - Гуар гума
  - Со
  - Карагенан

### Пахуљице
Несквик Житарице је први производио Цереал Партнерс 1999. Житарице се састоје од малих чоколадних куглица,пречника око 1 центиметар. Несквик житарице се најсличније "Какао пуфсу" од Генерал Миллса; то је и њихов највећи конкурент. Несквик житарице су такође направљене од целог зрна и стога је житарица целог зрна. 
Несквик пахуљице се продају у десетинама земаља широм света, као што су велика Британија, Шведска, Канада, Мексико, Француска и Хонг Конг. Он се продаје широм Европе, Африке, Азије, Океаније, Блиског истока, Јужне Америке и Северне Америке. Несквик је тренутно доступан у 43 земље Доступан је у 30 грама, 375 грама, 500 грама, 700 грама пакетима. Већина Несквик пахуљица произведена је у Француској од стране Цереал Партнерс-а.

### Друго
- Чоколадне Нестле Несквик бомбоне су првобитно биле познате као "Нестле" брзи слаткиш до промене имена 1999).
- Несквик чоколадна фонтана је недавно представљена и направљена од стране Смарт Планет Хоме-а, користећи Несквик име и лого у складу са лиценцом
- Укус Несквик топли какао микс карактерише зец-у облику маршмелоу-а и садржи 38% више калцијума него обичан какао.
- Несквик је такође присутан као капсула за Долче густо систем.
- Несквик је доступан и као врста сладоледа облика као из филма Фрозен
- Несквик је произвео тркачки аутомобил који иде на Несквик ради рекламиранја.

## Рекламне кампање
Несквик има на стотине различитих промотивних кампања за своју дугу историју. То је била реклама од исписане рекламе до рекламе рекламе у Тоур де Франс и Олимпијским играма у последњих неколико година.

### Џими Нелсон, Дени О Деј, и Фарфел
У 1955. години Несквик запослио Џимија Нелсона , да би рекламирао на дечијем тв програму. Нелсонов манекен Дени О Деј би рекао да Квик "чини млеко укусним...као мил-ион" (долара). Дени и пас по имену Фарфел би завршили рекламе певајући Нестлеов нови власнички џингл:
Дени: Н-Е-С-Т-Л-Е
"Нестле" прави најбоље...
Фарфель: чоко-ладно
Фарфел би завршио са звуком затварања вилице. Овај ефекат је случајно измислио, када је Нелсонов знојав прст (резултат нервозе) склизнуо са уста  током првог слушања пре Нестле руководилаца. Обично је то озбиљна техничка грешка за њега, али у ствари они су га волели толико,да су они инсистирали Нелсону да то сачува. Нелсон је певао џингл на тај начин десет година.

### Нестле Зека(Квики)
Прво се појавио цртани лик Квик Зека на лименке са укусом јагоде, када је представљен. Касније антропоморфни анимирани зец који носи велико црвено слово "Q" на огрлици, био је представљен у телерекламама као нова маскота Квик-а. Он је дебитовао у 1973. године. Карактеру глас даје Бери Гордон.
Он пева песму у рокенрол ритму:
"Толико је богата и густа и чоколадна
Да не можете да...пијете споро...
ако је то Квик!"У САД у 2003. години Квик Зека је преименован у Несквик Зека и "Q" се мења на "N", када је име бренда промењен. Он се појављује на паковање и у маркетингу , и био је у рекламама на телевизији. Уметник који је урадио редизајн зеца за своје глобалне имплантације у деведесетим,био је карикатуриста Рамон Марија Casanyes. у Француској, Италији и Канади, он је познат као Квики, Несквик Зека. У Шпанији, није било маскоте до увођења Квикија у 1990/1991.
Nesquik Зека је такође постављан и на друге рекламе и паковања Несквикових производа.

#### Појава у другим медијим
- Систем QUIK Зец је пародировал у анимирана телевизијска серија премештање епизода "Необуздана обучаемая", где се састао уласка у сексуални однос са три протагонисти и обалдел на садржај његовог "млечна чоколада".
- Промо-стрип са суперменом
- Авантура Квик Зека стрип

### Гроквик (Quikáras)
Француска и Грчка први су имали још једну маскоту за Несквик, који је био огромни дебели жути пас, цртано чудовиште са дубоким гласом, који носи шешир са црвеним и белим пругама, под називом Гроквик. У Грчкој, маскота је била прозвана Κουικάρας (или Quikáras—енглески: "Велики Квик") касније је замењен Квики, на негодовање публике, који су протестовали против недостатка симпатичности карактера и Американизма.
Лик је основан 1978. године. Његов први наступ је био у француском часопису, "Téléjunior" у априлу 1979. године. Дизајнер лика је био Гилберт Мас. Он је такође створио познате ликова, као што су Казимир," I'ile aux enfants" и радио је у Мупет шоу.
Слоган Грчког јунака била је: "Имам жељу за Neskвik!" Овај слоган је наследио његвим наследником, Несквик Зека. У грчке телевизијске рекламе, Гроквик јури лопове, који отмицу децу, након покушаја да их украде њихов Квик; деца су одбила да дају своје Квикове тако да су лопови украли децу, заједно са Квиком. Гроквик ће ухватити лопове, спасити децу, и вратити им њихове Квикове. Током година, основни формат огласа је добијао је различите варијације, као што су рекламе, где су пирати украли Квик и отимају децу, и они су били спашени због Гроквика; другу верзију коју прати основни формат, али се одвијала у свемиру. Многе друге верзије су спроведени у истом формату, а неки и сада следе основну верзију, само са Несквик Зеком. 
У 2001. години Несквик је покренуо сајт који је посвећен Гроквику. На сајту постоје старе Несквик рекламе и огласи, такмичења, е-разгледнице, логотипи и још много тога.

### Cangurik
У Португалу, маскота је био кенгур, Кангурик, који је замењен Квикијем у 1989/1990. Песма "Кангарик" снимила је Сузи Паула 1982. године. Јоел Бранко снимо је "Uma Árvore, Um Amigo", са Кангурик на насловној страни, у 1984. години. "Амигос де Кангурик" (1986) је колекција карата. Ту је и клуб под називом "Клуб Кангурик".

### Господин Nesquick
У Италији, до доласка Квикија, маскота је била кутија Несквика која се зове Господин Квикнес.

### Несквик Пахуљице
Несквик пахуљице је рекламирана у 43 земље у којима се продаје. То је, углавном, преко телевизије, иако је било неколико Интернет и штампаних огласа за производ. Све огласе за пахуљице, по правилу, укључују Несквик Зеку.

### 2012-2013 атентата на ТВ забрана оглашавања у Енглеској
Покушана је забрана тв рекламе за Несквик чоколаду у праху, створена у Лондону, који је привукао пет жалби на рекламне стандарде власти.
Оглас за чоколаде Несквик милкшејк је рекао: "знате, деца расту само једанпут, баш зато онa спакују у своје дане пуно добрих ствари. Дакле, почните дан са укусном чашом Несквика за доручак. У њему постоје неопходни витамини и минерали, да им помогну да расту и да се развијају, јер сав тај смех и игра може бити тежак посао." Анимација је показала састојке "витамина Д, Б и Ц", "гвожђе", и "магнезијум", помешан са млеком. Текст на екрану у време приказивања огласа, "Уживајте уз Несквик, као део уравнотежене исхране и здравог начина живота".
Неки љути потрошачи су се жалили на оглас се подстичу лоше навике у исхрани, јер је реклама сугерисала на то да се деци за доручак сваки дан даје Несквик.
Клиркаст, агенција, која регулише тв рекламе, рекла је да разуме да је количина шећера, који иде у једну чашу чоколаде Несквик, "одговара" Светској здравственој организацији за свакодневно конзумиранје шећера.
У прилог свог положаја и одбране, Несквик је коментарисао рекламу за гвожђе, магнезијум, Витамин Б, Витамин Ц и витамин Д. 
Речено је да је здравство тврдило да су здравствене тврдње за ове микрохраначе, у односу на раст и развој и одржавање костију и зуба, позитивно тестиране од стране власти. "Нестле" је такође рекао да је корист од пијења млека добро познати и да је Несквик погодна за конзумирање једном дневно, као део уравнотежене исхране и здравог начина живота.
Помоћник тужиоца донео је пресуду у корист компаније "Нестле", наводећи да је рекао, "Нестле" је обезбедила нутритивне информације о амбалажи и о сајту. Поред тога,наведено је да не сматра да је ниво шећера у производу тако висок, да искључује разумно дневни унос. АСА је одлучила да даље акције нису потребне.

## Линкови
1. ↑  „Nesquik Breakfast Cereal”. Nestlé. Приступљено 17. 01. 2015. „The only breakfast cereal with the irresistible taste of Nesquik chocolate in every bite. [etc]”
2. ↑  „Chocolate and Strawberry Powder, Syrup, and Products – NESQUIK”. Nestlé. Приступљено 15. 07. 2015. „Nesquik Powder [..] Nesquik Syrup [..] Nesquik Ready-to-Drink”
3. ↑  (језик: португалски) Nesquik Caramel - Nestlé | Calories of the food Архивирано на веб-сајту  (4. март 2016) (relatively caloric for a product marketed at children, was sold in Brazil along the decades of 1990 and 2000)